# Statue équestre de Simón Bolívar (Paris)
Pour les articles homonymes, voir Statue équestre de Simón Bolívar.
La statue équestre de Simón Bolívar est un monument situé à Paris, en France.

## Description
Le monument est une statue équestre de bronze figurant Simón Bolívar, à cheval.
La statue est posée sur un piédestal.

## Localisation
La statue est située sur le cours la Reine, dans le 8e arrondissement de Paris, au débouché du pont Alexandre-III.

## Historique
La statue est la quatrième copie de l'œuvre du sculpteur français Emmanuel Frémiet, commandée au début du XXe siècle par la ville de Bogota en Colombie. La copie est offerte en 1930 par les républiques d'Amérique latine lors du centenaire de la mort de Simón Bolívar. Deux autres copies sont érigées à Barranquilla en Colombie et La Paz en Bolivie.
Installée à l'origine place de la Porte-de-Champerret, la statue est déplacée sur le cours la Reine en 1980.